# Cabezamesada
Cabezamesada – gmina w Hiszpanii, w prowincji Toledo, w Kastylii-La Mancha, o powierzchni 59,82 km². W 2011 roku gmina liczyła 490 mieszkańców.